# Austropetalia patricia
Austropetalia patricia là loài chuồn chuồn trong họ Austropetaliidae. Loài này được Tillyard mô tả khoa học đầu tiên năm 1910.